# Eubonellia valida
Eubonellia valida is een lepelworm uit de familie Bonelliidae.
De wetenschappelijke naam van de soort werd in 1946 gepubliceerd door Walter Kenrick Fisher.